# 吉永治市
吉永 治市（よしなが じいち、1913年（大正2年）10月12日 - 2000年（平成12年）4月4日）は、昭和期の実業家、政治家。衆議院議員。号・望蘇（ぼうそ）。

## 経歴
熊本県上益城郡、後の益城町で生まれた。陸軍に入隊し第106師団に配属され日中戦争に出征し、1939年（昭和14年）11月、独立混成第18旅団独立歩兵第92大隊に情報作戦担当として転属し、中支宋河鎮の警備中に陸軍士官学校将校学生として入学した。1943年（昭和18年）陸軍士官学校を卒業。その後、熊本歩兵第13連隊補充の教育主任となる。陸軍少佐で復員。
戦後、1951年（昭和26年） 日本大学経済学部を卒業した。全国農業会秘書課長、西日本肥料工業社長、吉永興業社長、旭観光開発代表取締役などを務めた。
1955年（昭和30年）2月、第27回衆議院議員総選挙で熊本県第2区から無所属で出馬して落選。
以後、第28回、第30回総選挙に出馬したが落選。1972年（昭和47年）12月の第33回総選挙に無所属で出馬して当選し、衆議院議員に1期在任した。この間、自由民主党宣伝局次長、同国防副部会長などを務めた。その後、第34回、第35回総選挙に立候補したがいずれも落選した。
その後、東興企業代表取締役、田木建設常務、「民族機構」直営グリンスター・センター代表取締役、日本郷友連盟顧問、日本世界戦略研究所顧問、自民党前議員会常任理事、吉永政経研究所会長などを務めた。

## 著作
- 『我が心魂録 : 愛と真実を求めて』フェイス出版、1972年。

## 栄典
1988年、勲三等瑞宝章受章。

## 脚註